# Collège Mont Notre-Dame
Le Collège Mont Notre-Dame, fondé en 1857, est une école secondaire privée québécoise pour jeunes filles. Elle est située dans la ville de Sherbrooke. L'école offre les cinq années de l'enseignement secondaire et, depuis 1990, elle offre aussi le Programme du Baccalauréat International.

## Histoire

### Fondation (1857)
Dans les années 1850, le curé Alfred-Elie Dufresne forme le projet de faire construire un couvent pour les jeunes filles catholiques de Sherbrooke. Pour ce faire, il reçut l’aide de Clara Lloyd Felton, une catholique notable de Sherbrooke ainsi que de son mari, William Locker Felton. C’est en 1850, le 14 mai plus précisément, que le cheminement pour l’ouverture d’un couvent catholique à Sherbrooke débuta grâce à l’aide de l’Archevêque de Québec. Clara Lloyd Felton reçut même de 500 à 600 dollars de la part du gouvernement pour aider le financement de la construction du couvent. Ce fut en 1857, sept ans après le début des démarches, que le Couvent ouvre ses portes aux jeunes filles catholiques de Sherbrooke.

### Le début du couvent (1857-1911)
La première journée de classe fut le 21 novembre 1857. Dix jours avant, trois ou quatre sœurs de la Congrégation de Notre-Dame sont venues de Montréal pour tout préparer. Il y avait environ de soixante à cent élèves et une seule pensionnaire. Le coût pour une année était de soixante dollars. Pour les cours de musique instrumentale et vocale, il fallait ajouter vingt-trois dollars. D’ailleurs, le couvent fut le premier à offrir des cours de musique à Sherbrooke (surtout des cours de piano et de chant). Les cours de dessin coûtaient sept dollars. L’uniforme, obligatoire aussi à cette époque, était bleu foncé durant la période de septembre à mai et bleu pâle de mai à juillet. L’élève devait fournir son couteau, sa fourchette, ses serviettes de table et ses articles personnels. 
L’école accueillait aussi des enfants pour l’éducation primaire. En 1872, on dénombrait deux-cent-trois enfants répartis en deux classes. Parfois, une seule religieuse pouvait s’occuper de cent-cinquante élèves en même temps. 
En 1875, l’école s’agrandit une première fois. En 1877, il y a trois bâtisses qui surplombent la ville sur la colline autrefois surnommée le Flagstaff Hill : le Couvent, le Séminaire Saint-Charles et l’Église Saint-Michel. À cette époque, une passerelle reliait l’église au Couvent pour permettre au curé de se rendre  dire sa messe sans avoir à affronter les rigueurs du mauvais temps. 
En 1881, on installe dans le couvent le chauffage à l’eau chaude et en 1883, huit classes sont dotées de tableaux noirs. 
Une annexe est ajoutée à la bâtisse en 1902 et elle adopte son nom officiel : le Mont Notre-Dame.

### Période de changement (1911-1940)
En 1911, un nouveau cours est offert par l’école. Il s’agit du cours de secrétariat bilingue. À la suite de cet ajout, le pensionnat devient bilingue en 1917. 
Dans les années suivantes, le Mont Notre-Dame subira de nombreux changements. Tout d’abord, en 1926, deux annexes latérales seront construites. Ensuite, en 1927, un gymnase est construit dans l’école et, l’année d’après, il y a un nouveau pensionnat.  À la fin de leur construction, en 1928, le Mont Notre-Dame est qualifiée de l’école la plus moderne de tout le Québec.

### Fin de la période bilingue (1940-1970)
Pendant vingt ans (de 1940 à 1960), l’école offre trois options à ses étudiantes. 
Le Ladies Business College : cette option permettait aux élèves d’avoir des cours de sténo, de dactylo, de correspondance, de comptabilité, etc. dans les deux langues (français et anglais)
Le cours classique en français, auparavant appelé «Lettres et Sciences».
Le cours classique en anglais. 
De plus, durant ces mêmes années, il y eut une maternelle pour les filles, mais aussi pour les garçons. 
En 1946, le Mont Notre-Dame reçoit la visite de la reine Rita de Roumanie. 
C’est en 1960 que l’école devient uniquement française et, en 1969, que le pensionnat du primaire ferme. 

### L’école actuelle (1970 à aujourd’hui)
Au début des années 1970, les cours primaires sont abolis ainsi que l’internat au secondaire. 
En 1976, le Mont Notre-Dame, qui s’était jusque-là appelé respectivement le Couvent de Sherbrooke, puis le Couvent Notre-Dame, se voit attribuer son nouveau nom : le Collège Mont Notre-Dame.
En 1990, il devient l’une des premières écoles d’éducation internationale au Québec et au Canada. 

### Architecture
De sa fondation à 1875, le couvent était un édifice de deux étages avec une façade de soixante pieds.
En 1875, le couvent connut son premier agrandissement. 
En 1899, l’aile centrale du Mont Notre-Dame est construite par J.J.B Verret, un architecte de Sherbrooke. Les travaux durèrent jusqu’en 1902. Dans cette même année, une chapelle est construite dans la bâtisse de 1857. 
En 1906, la statue de Louis Jobin commandée l’année précédente est installée au-dessus de l’entrée principale actuelle. 
En 1926, l’édifice original, surnommée «la vieille maison», est détruit. Deux annexes latérales sont ajoutées à l’édifice restant.
En 1976, la chapelle de l’école est transformée en bibliothèque.
L’école restera dans cet état pendant les soixante-quatorze années suivantes. Il faudra attendre jusqu’en 2000 avant que l’école subisse un nouveau changement. En effet, le gymnase actuel fut construit en 2000, au coût de deux millions de dollars. 
En 2018, plusieurs locaux du collège sont rénovés, au coût de 450 000 dollars. Ces travaux, financés en grande partie par un prêt de la Congrégation de Notre-Dame, consistent d’abord à moderniser la bibliothèque de l’école. L’espace est maximisé pour que les élèves aient différentes aires de repos ou de travail : tapis, balançoire, tables collaboratives au jubé et salle d’exposition en arts visuels. Le gymnase se voit également modifié pour revêtir les couleurs des équipes sportives du Mont Notre-Dame (vert, blanc et noir). Le système d’éclairage est refait avec une technologie permettant une luminosité équilibrée, la lumière étant projetée vers le plafond. Enfin, un local au cinquième étage est aménagé pour devenir l’Ancrage, un espace zen où les élèves peuvent méditer, faire du yoga ou simplement relaxer. 

## Programme d'éducation internationale (PEI)
Le Collège Mont Notre-Dame a toujours été fidèle aux valeurs humanitaires de ses fondatrices, les religieuses. Il actualise même sa mission en 1990 lorsqu’il devient l’une des premières écoles dans la province à offrir le programme d’éducation internationale, aussi appelé le Programme du Baccalauréat International. Ce programme fournit les outils nécessaires aux élèves pour devenir des étudiants qui font preuve de créativité et de réflexion. Il encourage aussi les élèves à faire des liens avec le monde et à faire preuve d’ouverture d’esprit. 
Ce programme est composé de huit groupes de matières qui sont reliés ensemble par les aires d’interaction. Les élèves étudient minimalement deux langues, les sciences, les sciences humaines, les arts, les mathématiques, l’éducation physique et la technologie. De plus, à la fin du programme, ils doivent réaliser un projet personnel en utilisant les connaissances et les compétences acquises durant leurs années d’étude. 
À partir de juin 2017, toutes les élèves du Collège Mont Notre-Dame qui y termineront leurs études pourront y obtenir deux diplômes: le diplôme d’études secondaires du MELS, le certificat du PEI, attribué par un organisme associé à L’ONU, l’Organisation du baccalauréat international (l'IB) et certaines qui auront fait le volet enrichissement par les langues obtiendront en plus de diplôme de la SÉBIQ. La SÉBIQ est une organisation québécoise qui soutient les écoles offrant le programme PEI à ses élèves. 

## Équipes sportives

### L’Avalanche
Le Collège Mont Notre-Dame offre à toutes ses élèves la possibilité d’approfondir et même de découvrir un sport offert par l’école en se joignant à L’Avalanche. C’est un des établissements scolaires de Sherbrooke offrant le plus grand éventail d’activités sportives. Les étudiantes ont le choix entre plusieurs sports individuels, comme le badminton, l’escrime, le club de plein air et la natation ou d’équipes, tel le volley-ball, le flag-football, le soccer, le rugby, le basketball et le cheerleading. 

### Étudiantes se démarquant dans le domaine des sports
- Flavie Martineau, escrime
- Maryline Plante, escrime
- Keisha Tomasik, kayak de vitesse
- Maude Lemay, kayak de vitesse
- Kim Boutin, patinage de vitesse
- Chantal Sauvageau, patinage de vitesse
- Cristelle Doyon, planche à neige
- Anne-Sophie Evoy, ski
- Landreville, raquetteball
- Marianne Quirion, flag football[5]

## Étudiantes célèbres
- Mimi Shea (diplômée en 1930)
- Andrée Désilets (diplômée en 1940), historienne
- Lise Paquette (diplômée dans les années 1950), conseillère municipale
- Louisette Dussault (diplômée en 1958), comédienne
- Micheline Dumont (diplômée en 1962), historienne
- Louise Boisvert (diplômée en 1976), présidente-éditrice du journal La Tribune
- Sylvie Domingue (diplômée en 1976), directrice fondatrice de l’école Cadence
- Anne Bédard (diplômée en 1977), comédienne
- Diane Lemieux (diplômée en 1978), politicienne
- Émilie Côté (diplômée en 1997), journaliste culturelle au journal La Presse
- Élizabeth Rancourt (diplômée en 2000), journaliste TVA
- Sylvie Vachon, présidente-directrice générale du port de Montréal
- Jacinthe Dubé, agente d’immeuble
- Willibrord Kiwanuka, secrétaire aux Nations unies
- Évelyne Beaudin, première mairesse de la ville de Sherbrooke